# Karin Oberhofer
Karin Oberhofer (Bressanone, 3 de noviembre de 1985) es una deportista italiana que compite en biatlón.
Participó en los Juegos Olímpicos de Sochi 2014, obteniendo una medalla de bronce en el relevo mixto. Ha ganado tres medallas de bronce en el Campeonato Mundial de Biatlón entre los años 2013 y 2015, y una medalla de plata en el Campeonato Europeo de Biatlón de 2011.

## Palmarés internacional
| Juegos Olímpicos   | Juegos Olímpicos             | Juegos Olímpicos  | Juegos Olímpicos |
| Año                | Lugar                        | Medalla           | Prueba           |
| ------------------ | ---------------------------- | ----------------- | ---------------- |
| 2014               | Sochi (Rusia)                | Medalla de bronce | Relevo mixto     |
| Campeonato Mundial |                              |                   |                  |
| Año                | Lugar                        | Medalla           | Prueba           |
| 2013               | Nové Město (República Checa) | Medalla de bronce | Relevo           |
| 2015               | Kontiolahti (Finlandia)      | Medalla de bronce | Salida en grupo  |
| 2015               | Kontiolahti (Finlandia)      | Medalla de bronce | Relevo           |
| Campeonato Europeo |                              |                   |                  |
| Año                | Lugar                        | Medalla           | Prueba           |
| 2011               | Val Ridanna (Italia)         | Medalla de plata  | Relevo           |